# Arboretum du Chêne-Vert

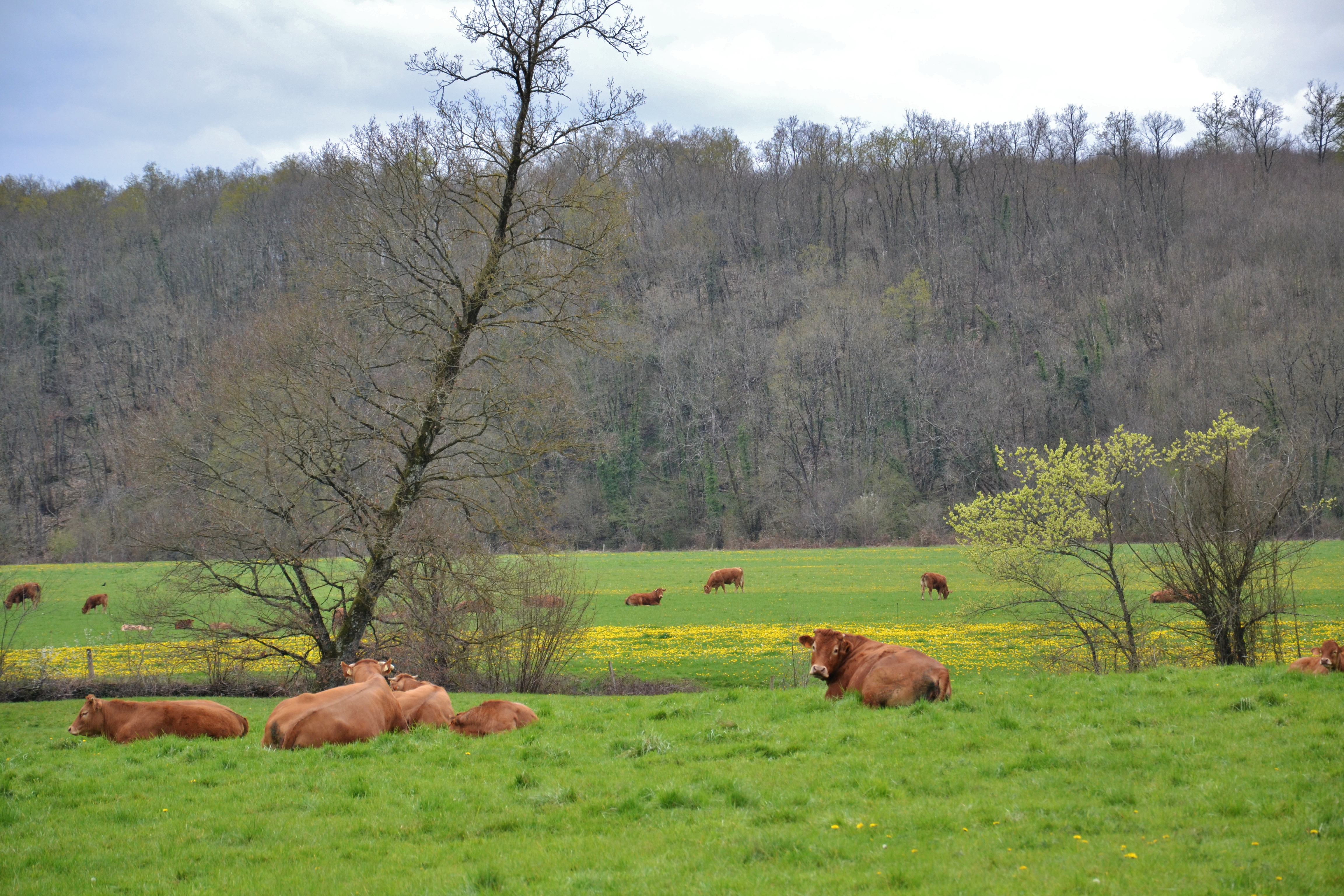
Paysage rural de Charente limousine (près de Grenord, Chabanais, Charente, France).

L’arboretum du Chêne-Vert est une collection végétale de trois hectares, située sur la commune française de Chabanais dans la Charente en France.

## Description
L'arboretum, de type "paysager" s'implante sur trois hectares d'une petite propriété agricole familiale morcelée.
Au bord de la route nationale, entre Angoulême et Limoges (sortie 69), au moment où la Vienne contourne le pied du Massif central, l'arboretum marque l'entrée limousine de Chabanais, village de moins de deux mille habitants, cœur de la Charente-limousine arrachée du Limousin Granitique pour être annexée au département de la Charente Calcaire.
Le terrain glisse doucement du milieu de la colline de granit de la vieille montagne usée, à 170 m d'altitude, vers la rivière aux berges limoneuses, à 153 m ; arène granitique, argile (même bleue), « Melons » de Granit gris, composent un sol plutôt acide.
L'arboretum du Chêne-Vert a été créé en 1977 et s'est surtout développé à partir de 1985. Quelque 3000 espèces sont aujourd'hui en étude d'acclimatation dans un site « paysager naturel ».
Composé essentiellement de plantes en test d'adaptation ou adaptées ne nécessitant qu'une culture naturelle, il contient trois collections botaniques spécialisées (agréées CCVS) : deux genres, Stewartia et Cornus, et une famille, Hamamelidaceae.